# سايج غيتسهيد
سايج غيتسهيد (بالإنجليزيّة: Sage Gateshead) هو مسرح ومركز موسيقي يقع في غيتسهيد على الضفّة الجنوبيّة لنهر تاين في إنجلترا، المملكة المتحدة. تم افتتاحه في عام 2004 وبتكلفة 70 مليون جنيه استرليني.
يُعد المبنى بمثابة رمزًا للمشروع القائم الذي يهدف إلى إعادة إحياء واجهة رصيف ميناء غيتسهيد المُطلّة على نهر تاين، ويقع إلى جانب مركز البلطيق للفن المعاصر، وعلى مقربة من جسر غيتسهيد ميلينيوم بقوسه المُميَّز الذي يتماثل في شكله مع الشكل العام لسقف المبنى.

## التصميم
تم تصميم المبنى عبر مكتب المعمار نورمان فوستر على طراز العمارة فائقة التكنولوجيا، حيث احتوى على ثلاثة مسارح من مختلف الأحجام والخصائص الصوتيّة، بالإضافة إلى مجموعة متنوّعة من وسائل الراحة والترفيه للمدرسة الموسيقيّة الإقليميّة فيه. كما أنه يوفّر ركيزة أساسية للفرقة السيمفونيّة الشمالية، مما يعزز من فعاليّة الحفلات الموسيقيّة المعنيّة بالفنون الشعبيّة وموسيقى الجاز والبلوز. ويتمثل أكبر هذه المسارح الثلاثة حجمًا في قاعة للحفلات الموسيقيّة التي تتميز بخصائص فريدة في عالم الصوتيّات، وقد تم تصميمها على غرار نموذج صندوق الأحذية التقليدي الذي يمكنه استيعاب ما يصل إلى 1,650 فردًا. أما القاعة الثانيّة، فهي أصغر حجمًا وتتسم أجواءها بالمزيد من الألفة. كما يمكن إعدادها بحيث تناسب الحفلات الموسيقيّة الخاصّة بالفنون الشعبيّة أو موسيقى الجاز أو موسيقى الحجرة، وتستوعب ما يقرب من 400 فرد. أمّا القاعة الثالثة، فتُستخدم لإجراء بروفات السيمفونيّة الشماليّة، وكمركز نشاطات مدرسة الموسيقى أيضًا.
يُعد كل مسرح حيزًا قائمًا بذاته، إلّا أن طبيعة الموقع حيث الرياح ترتأي وجود ساحة رئيسيّة تربط بين هذه المسارح على طول واجهة النهر، وبالتالي يكون المجمع بأكمله محميًا تحت سقف واحد يلتف حول المباني الثلاثة. ولاحتوائها على المقاهي والحانات والمتاجر وشباك التذاكر فإن الساحة الرئيسيّة تُعد بمثابة ردهة للمسارح وغرفة مشتركة لمدرسة الموسيقى التي تقع أسفل منها. أما أماكن الضيافة التي تقع في الجزء الخلفي من المبنى.

## صور

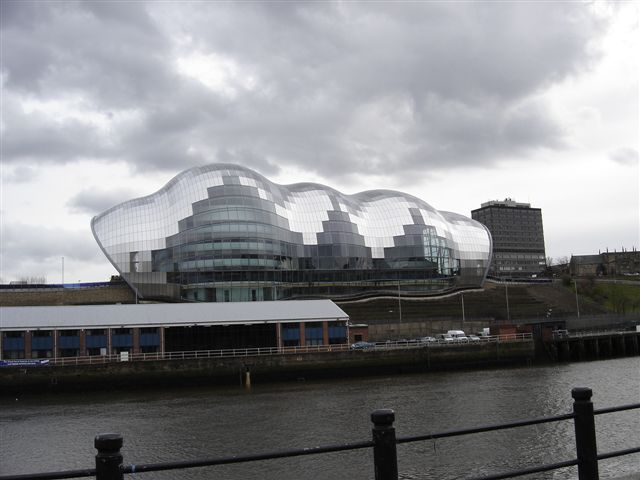
سايج غيتسهيد في نهار غائم
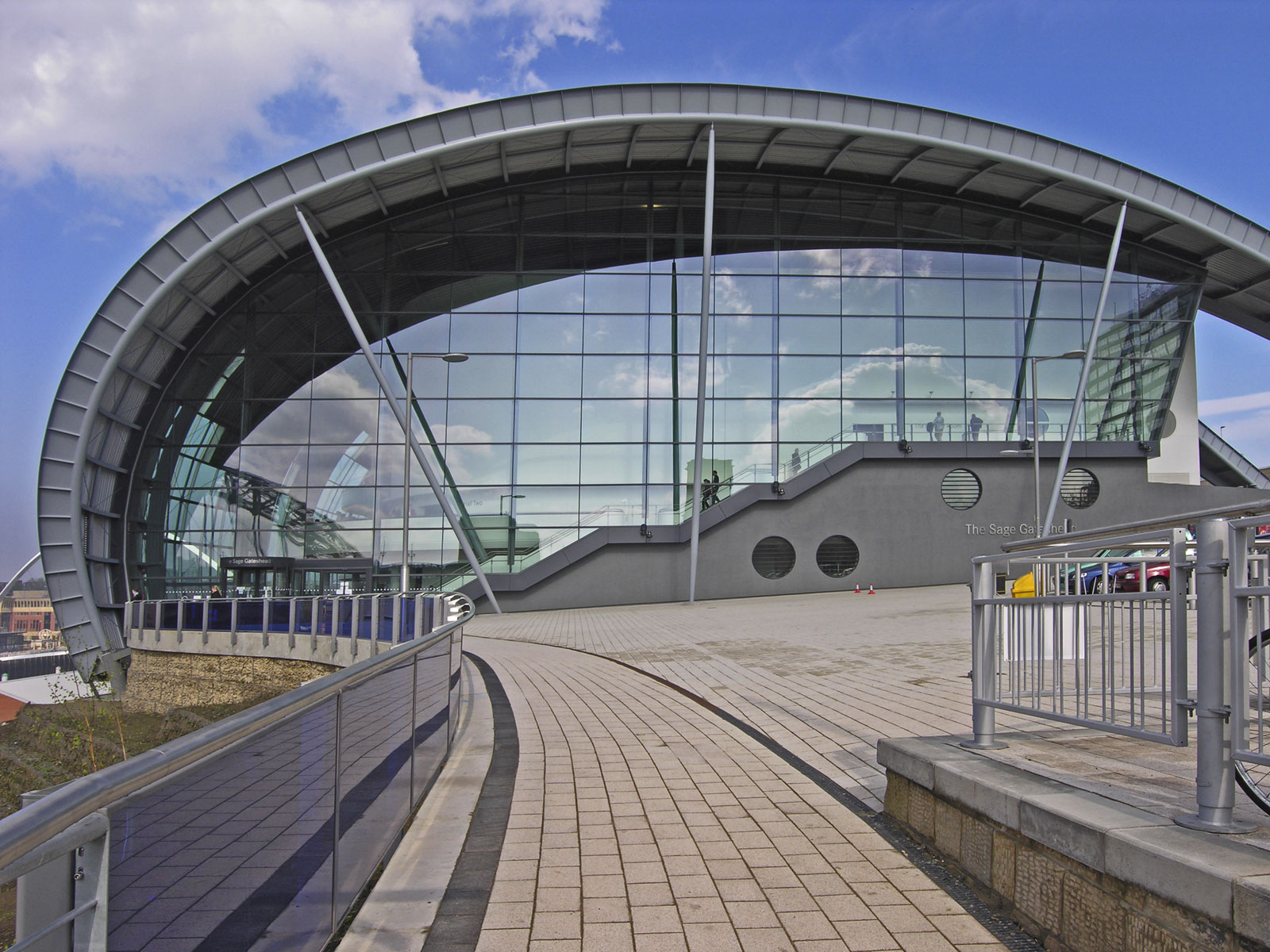
المدخل
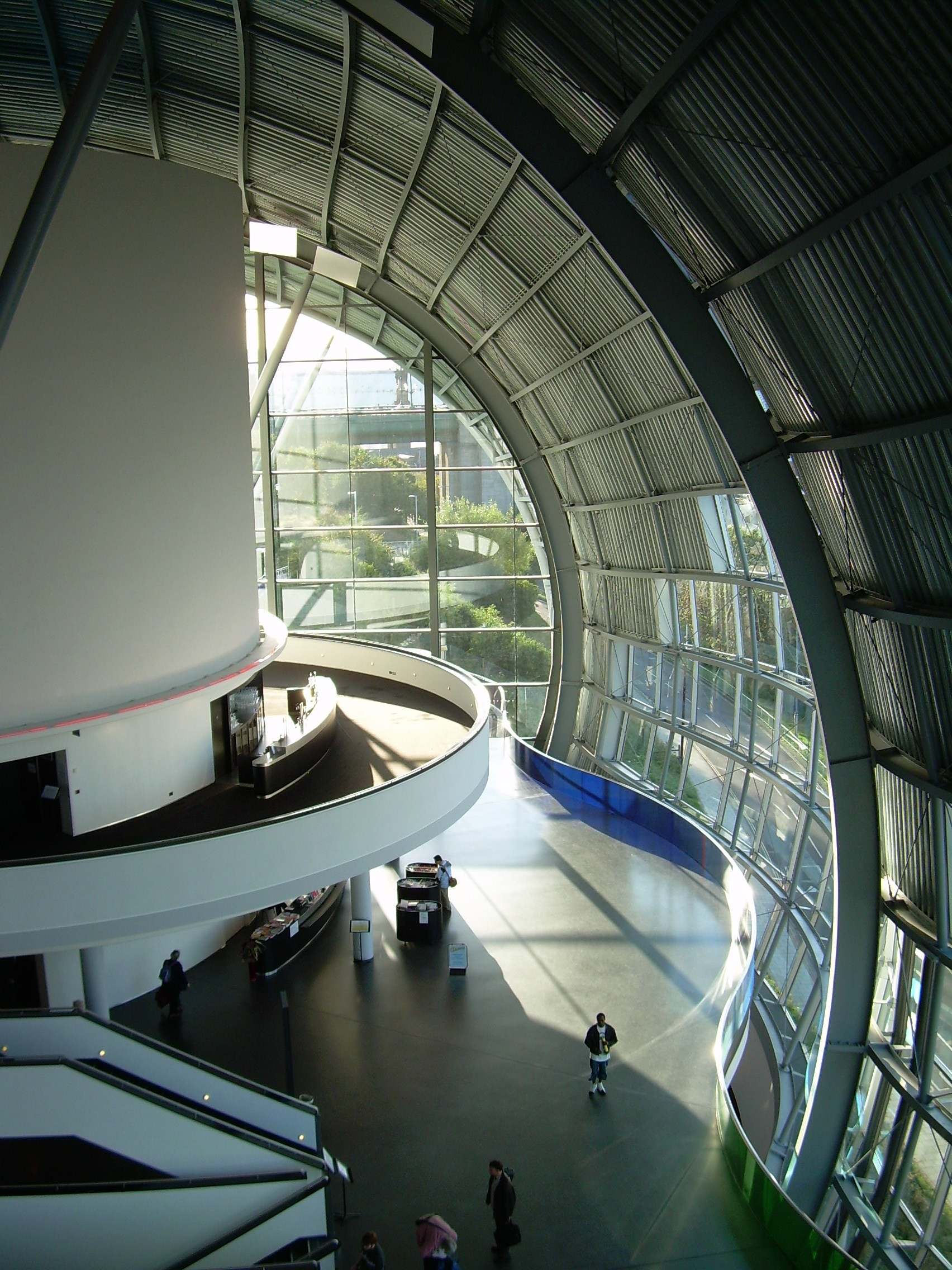
الإضاءة
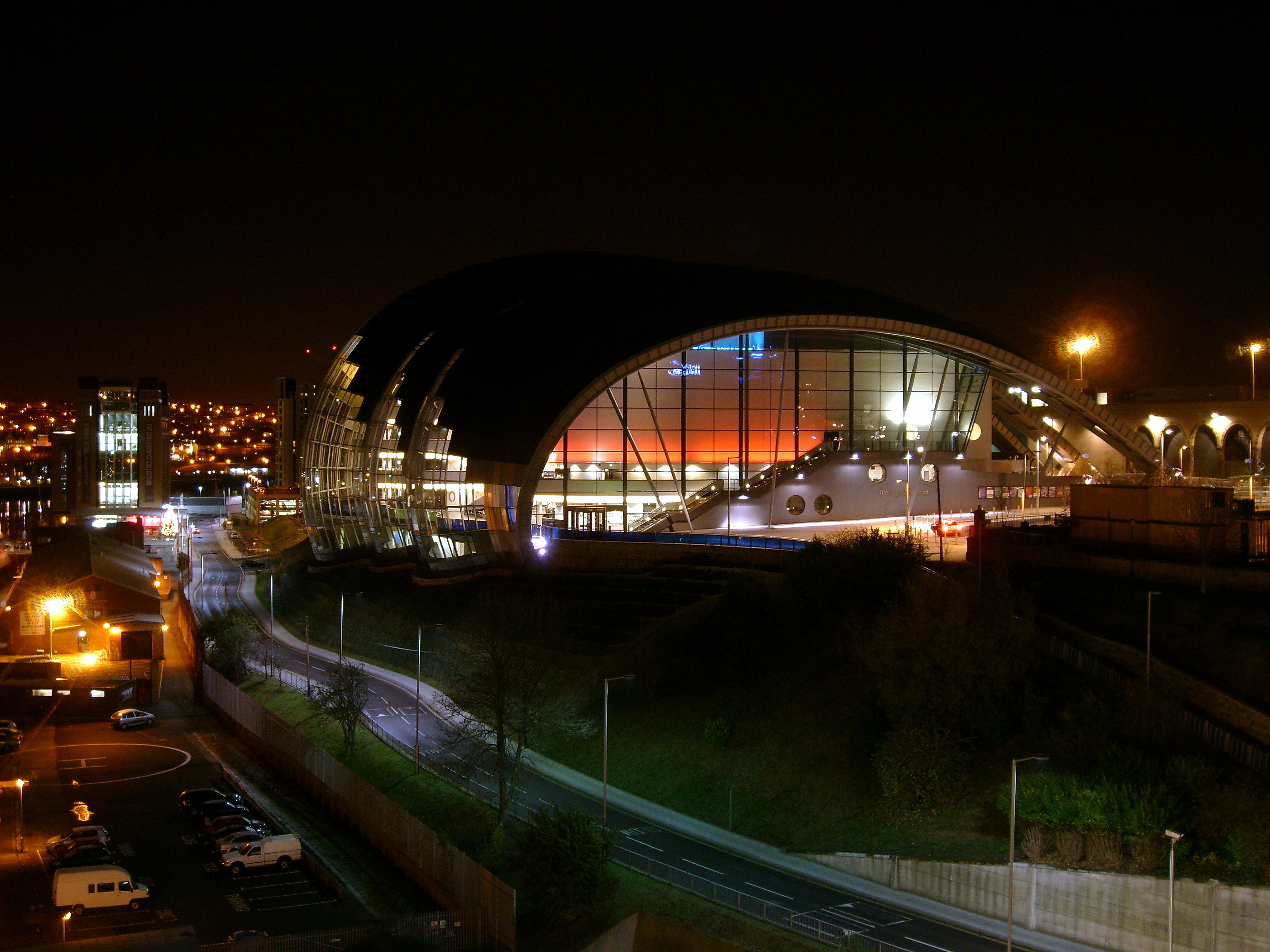
المبنى ليلاً

## وصلات خارجية
- الموقع الرسمي لسايج غيتسهيد
- بانوراما لمبنى سايج غيتسهيد